# Sandy Koufax
Sandy Koufax, né Sanford Braun le 30 décembre 1935 à Brooklyn (New York), est un joueur américain de baseball. Il joue toute sa carrière, de 1955 à 1966, pour les Dodgers de Brooklyn et les Dodgers de Los Angeles. L'un des meilleurs lanceurs de l'histoire, Koufax, un gaucher, entre au Temple de la renommée du baseball en 1972.
Koufax gagne à trois reprises (1963, 1965, 1966) le trophée Cy Young du meilleur lanceur de la saison. En 1963, il ajoute le titre de joueur par excellence de la Ligue nationale. En 1965, il devient le 8e lanceur de l'histoire à réussir un match parfait. Il établit durant sa carrière les records du plus grand nombre de retraits sur des prises en une saison (382) et du plus grand nombre de matchs sans coup sûr (4) ; ces deux records sont battus par Nolan Ryan, mais Koufax détient toujours les records pour un lanceur gaucher.
Il fait partie de quatre équipes des Dodgers gagnantes de la Série mondiale : en 1955 à Brooklyn, puis à Los Angeles en 1959, 1963 et 1965. Il est joueur par excellence de la Série mondiale en 1963 et 1965.
Koufax est au faîte de sa gloire quand il décide de mettre un terme à sa carrière à seulement 31 ans, après 11 saisons, à cause de l'arthrite. Il ne supporte plus les injections massives de cortisone et d'analgésiques pour calmer ses douleurs au bras. Il donne priorité à sa santé, craignant de perdre l'usage du bras gauche, s'il continue à lancer.

## Dans la culture populaire

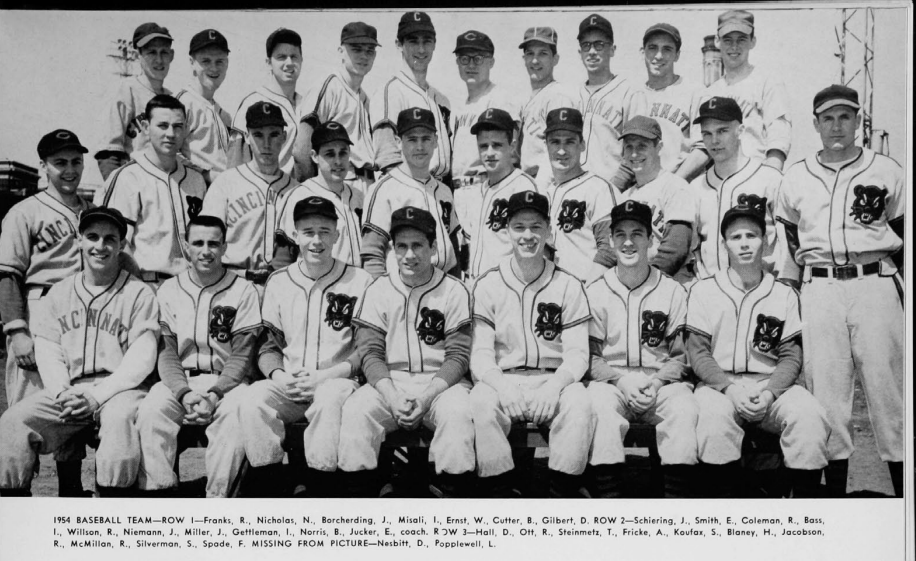
Koufax sur l'équipe de baseball de l'université de Cincinnati en 1954. 5e à gauche, rang en haut.

Il est cité par Jack Nicholson dans Vol au-dessus d'un nid de coucou quand ce dernier commente un match de baseball imaginaire alors que le téléviseur est éteint.
Dans l'épisode 6 de la saison 15 des Simpson (Enfin Clown), Sandy Koufax possède une étoile dans le "Jewish Walk of Fame", une promenade qui rappelle la célèbre Hollywood Walk of Fame. Krusty s'arrête devant l'étoile du joueur et lui reproche de ne pas avoir joué le jour du Yom Kippour, ce qui lui a fait perdre une importante somme d'argent.
Il est également cité par John Goodman dans The Big Lebowski : « 3 000 ans de ferveur et de tradition de Moïse à Sandy Koufax ! ».
Une référence lui est également faite dans le film Vol d’identité (2013). Le personnage principal, Sandy Patterson (Jason Bateman), explique que son prénom lui vient du célèbre joueur de baseball qui, comme son père, aimait tenir son bâton d’une main.
Stephen King le cite également dans Bazaar (Needful things, publié en 1991), où sa carte de base-ball de 1956 de l'équipe des Topps attire des ennuis à Brian Rusk, un des jeunes héros.
Le docteur Grégory House, dans la série Docteur House, réplique au docteur Taub "Vous les juifs, vous ne savez parler que de Sandy Koufax et de l'holocauste", (saison 5 épisode 17).
Le groupe indie-pop américain Koufax porte son nom.

## Palmarès
- 382 retraits sur des prises en une saison (2e, et 1er parmi les gauchers) ;
- Joueur par excellence de la Ligue nationale : 1963 ;
- Meilleur joueur de la Série mondiale : 1963, 1965 ;
- Trophée Cy Young : 1963, 1965, 1966 ;
- 4 matchs sans point ni coup sûr lancés, dont une partie parfaite ;
- Élu au Temple de la renommée du baseball et sur l'équipe du siècle.

### Statistiques au monticule
| W   | L  | ERA  | G   | GS  | CG  | SHO | SV | IP     | H    | ER   | HR  | BB  | SO   |
| 165 | 87 | 2,76 | 397 | 314 | 137 | 40  | 9  | 2324,1 | 1754 | 1754 | 204 | 817 | 2396 |